# New Economics Foundation

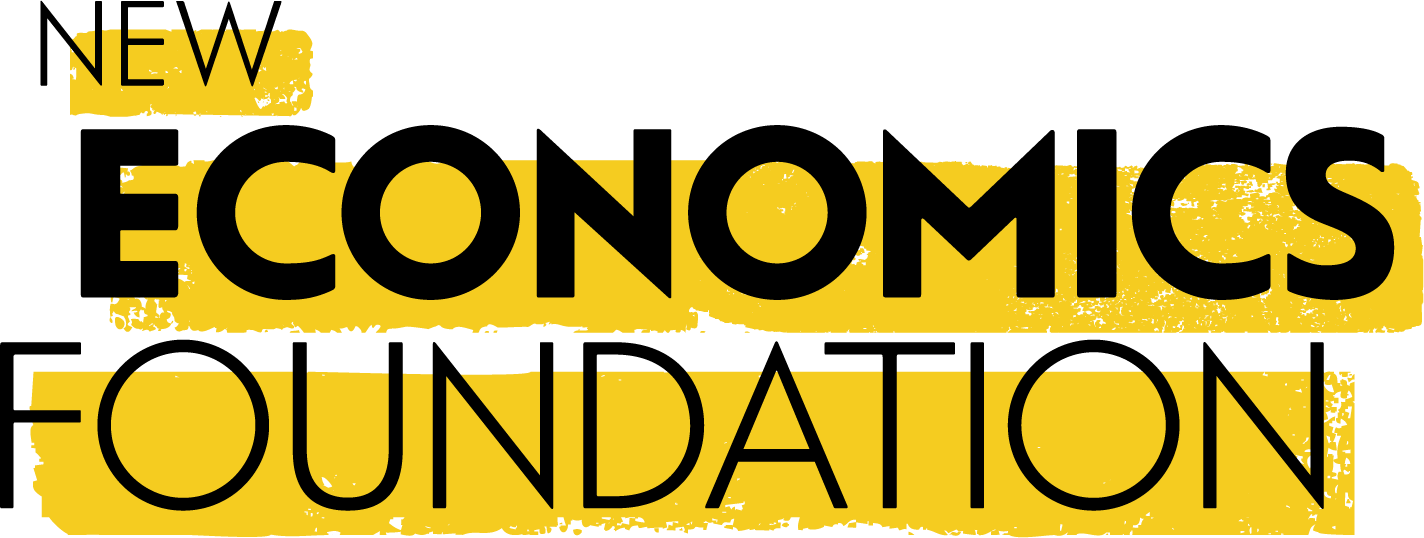
Logo der New Economics Foundation

Die britische New Economics Foundation (NEF) wurde 1986 von den Initiatoren und Organisatoren des alternativen wirtschaftswissenschaftlichen Kongresses The Other Economic Summit (TOES) als unabhängige Denkfabrik gegründet.
James Robertson, ein britischer Wirtschaftswissenschaftler, und Alison Pritchard, ein Mitglied des Rates der Schumacher Society, wirkten mit beim Aufbau von The Other Economic Summit und gründeten zusammen die NEF. Die NEF formte und führte die Jubilee 2000-Kampagne für einen Schuldenerlass gegenüber Entwicklungsländern, in Deutschland unter Erlassjahr bekannt. In den Jahren nach 2000 wurde sie bekannt für ihre Veröffentlichung von Nachhaltigkeitsindizes. Die Zeitschrift  Prospect wählte die NEF im Jahr 2003 zur „Denkfabrik des Jahres“.
Erklärter Zweck der Organisation ist es, die Lebensqualität zu verbessern, indem Innovationen erarbeitet werden sollen, die die Menschen und den Planeten Erde an erste Stelle rücken: vorherrschende Doktrinen auf den Gebieten von Wirtschaft, Umwelt und sozialen Fragen – so etwa Vorstellungen über das Wachstum in der modernen Ökonomie – sollen dabei der Kritik unterzogen werden.
Im Juli 2006 startete die NEF den Happy Planet Index. Er stellt sich als Alternative dar zu bisherigen Versuchen, Nationalstaaten ökonomisch und sozialpolitisch in eine Rangordnung zu stellen, etwa aufgrund ihres Bruttosozialprodukts oder des Index der menschlichen Entwicklung.

## Ökologie des Finanzwesens
Im Juli 2009 publizierte das britische Schatzamt das Weißbuch Reforming Financial Markets. Als Ursache für die Wirtschaftskrise nennt es kommerzielle Fehlentscheidungen im Zusammenhang mit exzessiven Hebelwirkungen und extrem hoher Risikofreudigkeit. Banken wie Nichtbanken haben sich zu sehr verschuldet und sind zu hohe Wetten eingegangen. Besonders riskante Produkte wie zum Beispiel Buy-to-let mortgages zeigen, dass „immer mehr Eier in immer weniger Körbe gelegt“ wurden. Hinzu kam eine Welle von Fusionen, die sich am Ende für die mit der Fusion betrauten Agenten, aber nicht für die Anteilseigner auszahlten.
Nach dem Urteil des Schatzamtes hat sich die Krise aufgrund von Risikofehleinschätzungen auf dem US-Subprime-Markt herausentwickelt. Die sich daraus ergebenden Verluste der Banken führten dazu, dass die Banken wechselseitig ihre Kreditwürdigkeit anzweifelten, was dann in einer allgemeinen Kreditverknappung resultierte. Der Fall von Lehman Brothers machte die Systemkrise schließlich offenkundig.
Was nach Auffassung der NEF hier noch fehlt und dringend erforderlich sei, ist eine positive Vision davon, welche übergreifende Aufgaben das Bankensystem überhaupt erfüllen soll. Diese Lücke will das alternative Weißbuch schließen.
Die nach Robert C. Merton festgelegten Aufgaben eines Finanzsystems werden von der NEF erweitert durch die zusätzliche Funktion, ökonomische Ressourcen zeitlich und regional auf umweltpolitisch nachhaltige Projekte so zu verteilen, dass unter Bedingungen der Unsicherheit finanzielle und gesellschaftliche Ergebnisse auf lange Frist erzielt werden. Die britische Finanzwirtschaft war im Hinblick auf die genannten Funktionen in der Vergangenheit nicht sonderlich erfolgreich und hat für einige Wirtschaftsakteure keine oder sogar negative Leistungen bewirkt. Verantwortlich dafür sei eine Philosophie des Laissez-faire bei den zuständigen Regulatoren, die darauf vertrauten, dass der Markt allein in der Lage sei, die Preise richtig zu setzen. Der Verlauf der Wirtschaftskrise ab 2008 habe bewiesen, dass diese Annahme falsch sei. Es sei also Hauptaufgabe der Regulation der Finanzmärkte, nicht bloß ein paar „faule Äpfel“ auszusortieren, sondern den systemimmanenten Dysfunktionen entgegenzutreten.